# Bothriochloa bladhii
Huyệt thảo trung gian hay còn gọi cỏ cờ, cỏ ống, cỏ lá tre (danh pháp khoa học: Bothriochloa bladhii) là một loài thực vật có hoa trong họ Hòa thảo. Loài này được (Retz.) S.T.Blake mô tả khoa học đầu tiên năm 1969.

## Hình ảnh

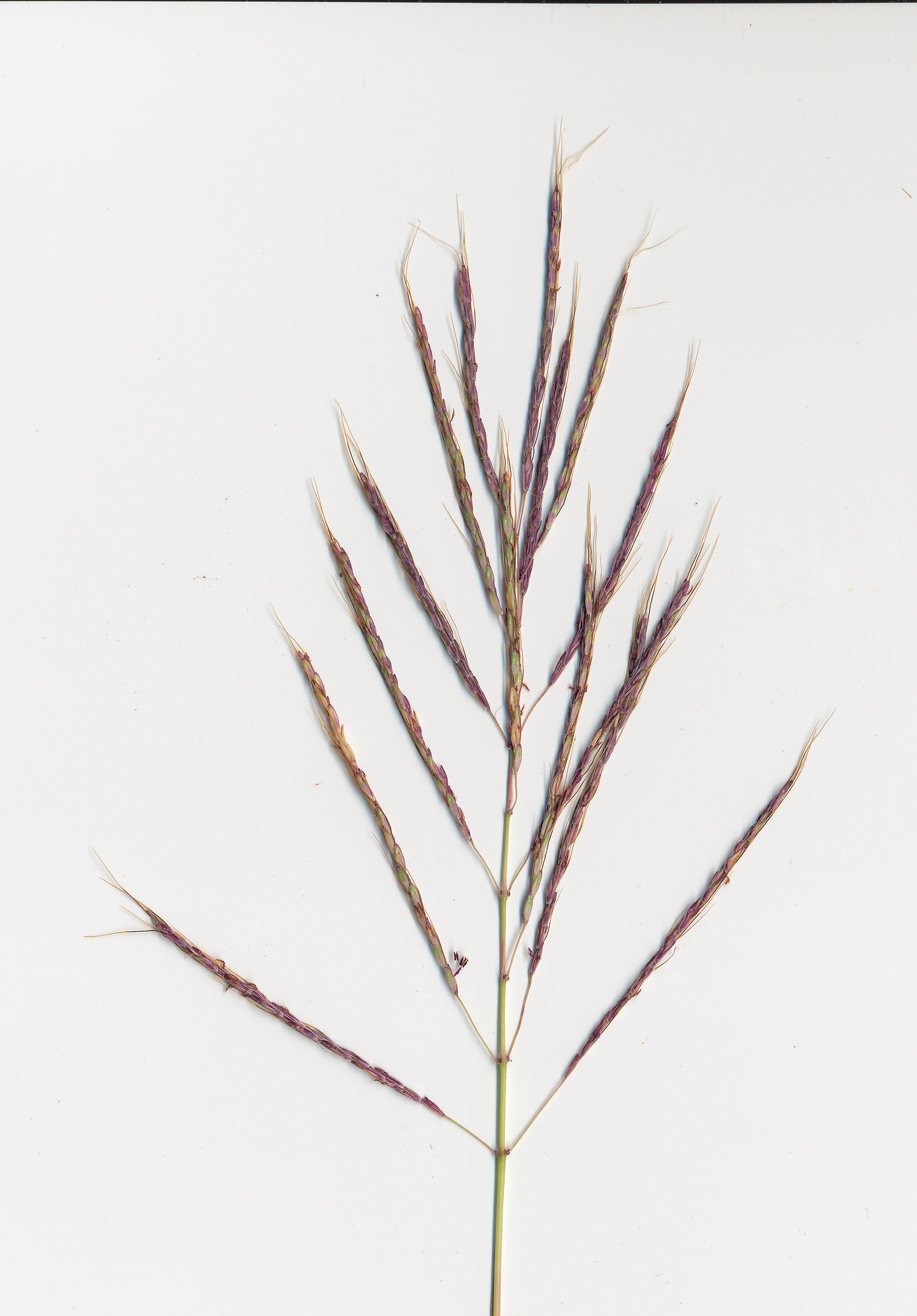
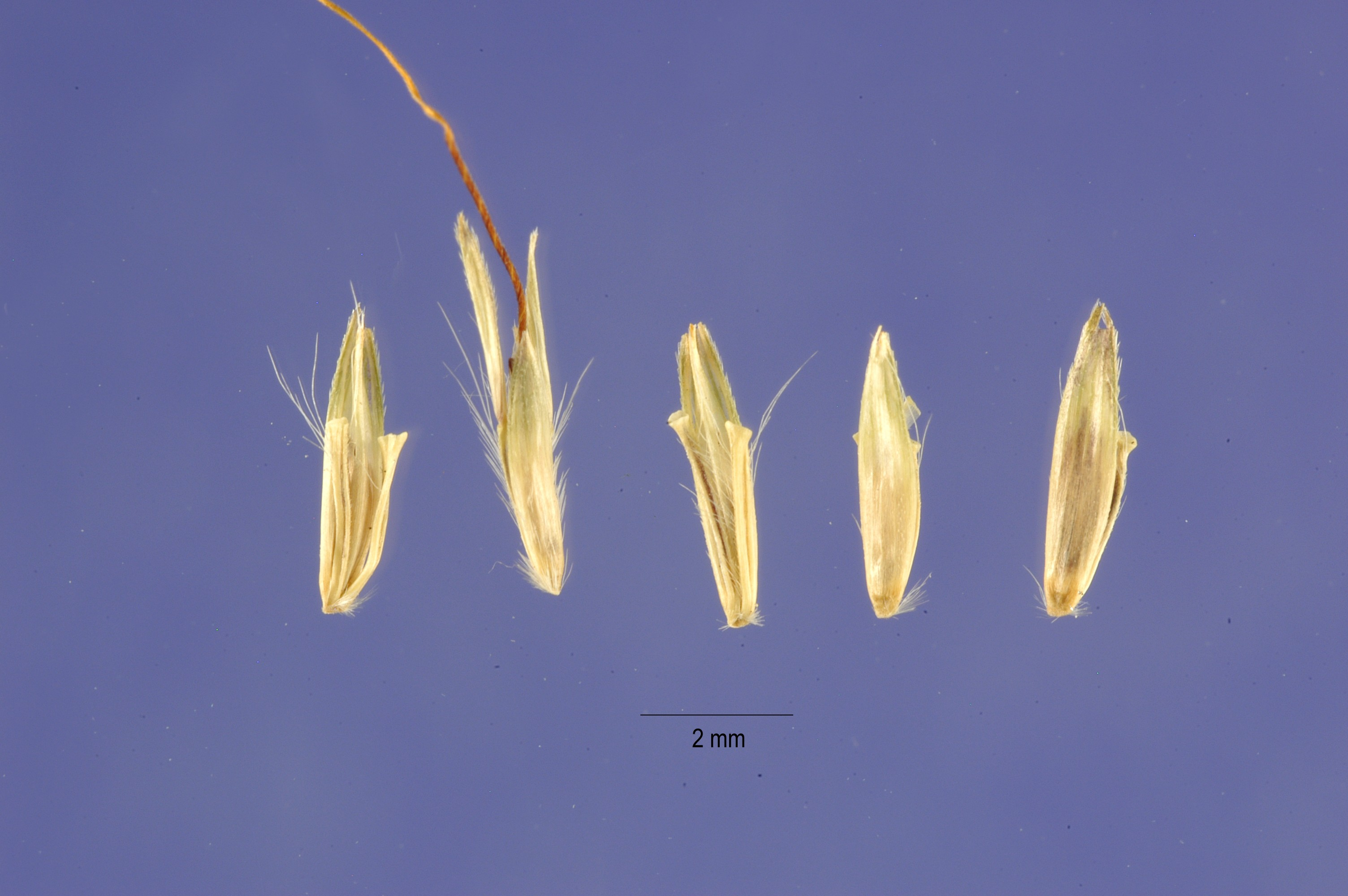
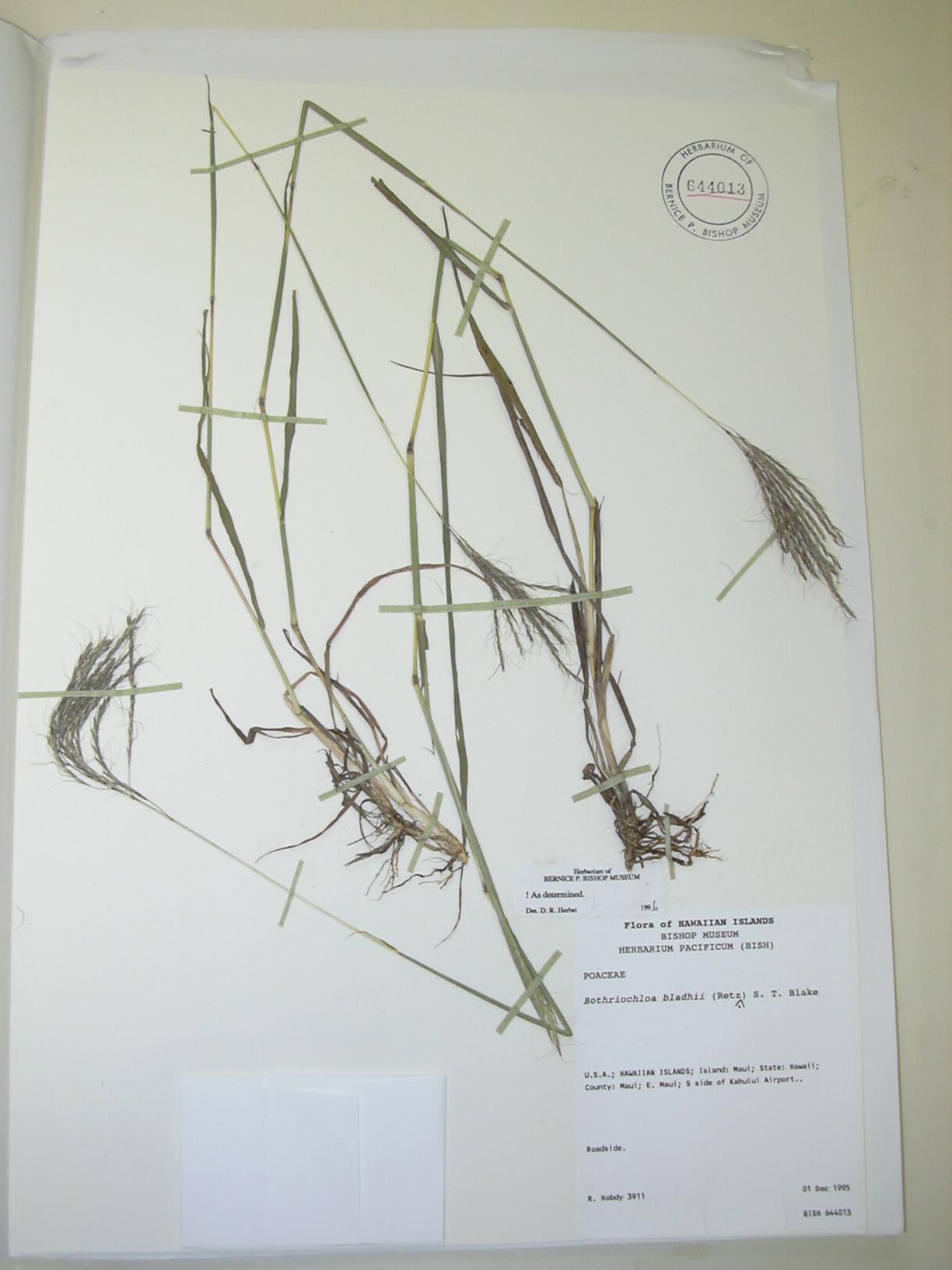
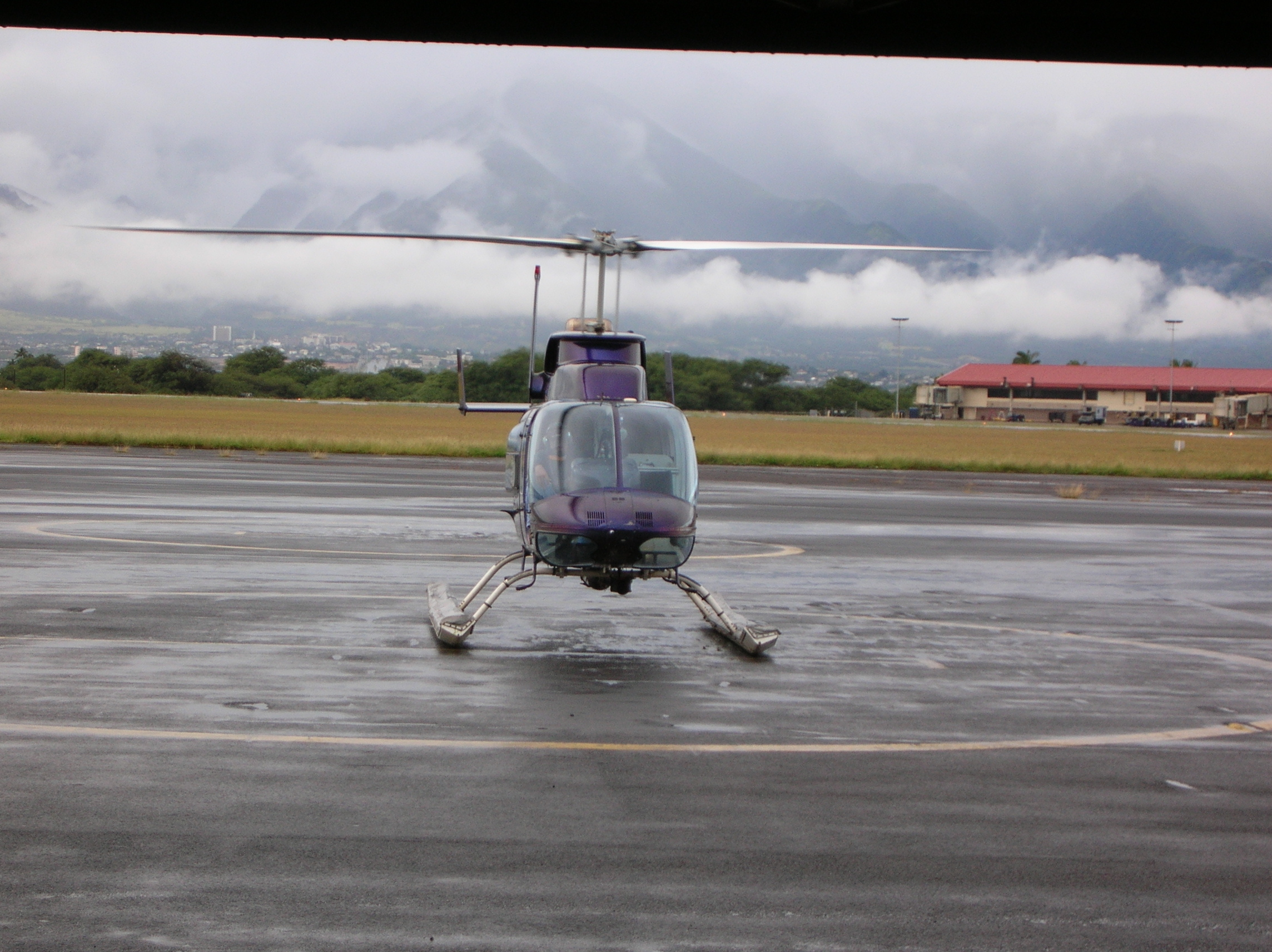